# Шустик, Елена Юрьевна
Елена Юрьевна Шустик (укр. Олена Юріївна Шустік; род. 1 июня 1968, г. Киев, УССР, СССР) — украинский политический деятель. Народный депутат Украины V и VI созывов. Первый заместитель председателя Украинской социал-демократической партии. В декабре 2011 года вышла из УСДП и вступила в партию Всеукраинское объединение «Батькивщина» из-за несогласия со сменой руководства партии.

## Биография
В 1990 году окончила Киевский национальный университет имени Шевченко по специальности «радиофизика».
В 2005 году окончила Киевский международный университет по специальности «юрист».
С 1983 года была внештатным корреспондентом редакции общественно-политического вещания 1-го канала Украинского радио.
С 1990 по 1991 год работала корреспондентом газеты «Крещатик».
С 1991 года по 1995 год работала редактором редакции общественно-политического вещания Национальной радиокомпании Украины. Являлась автором и ведущей программы «Обратная связь» на радиоканале «Право».
С 1994 по 1995 год была руководителем пресс-службы Министерства юстиции Украины, пресс-секретарём министра юстиции Василия Онопенко.
С 1995 по 1998 год была директором ТПО «Право» Национальной телекомпании Украины, автором и ведущей телепрограммы «Обратная связь» и информационно-аналитической правовой образовательной телепередачи «Человек и закон».
С 1998 года являлась пресс-секретарём Украинской социал-демократической партии Украины.
С 1999 года являлась пресс-секретарём председателя Комитета по вопросам правовой политики Верховной Рады Украины Василия Онопенко.
С 2001 года была главным редактором всеукраинской общественно-политической газеты «Новая Альтернатива».
С 2006 по 2012 год — народный депутат 5-го и 6-го созывов Верховной Рады Украины от Блока Юлии Тимошенко. Являлась заместителем председателя фракции, заместителем председателя Комитета по вопросам правосудия.